# Le Subdray
Le Subdray – miejscowość i gmina we Francji, w Regionie Centralnym, w departamencie Cher.
Według danych na rok 1990 gminę zamieszkiwało 478 osób, a gęstość zaludnienia wynosiła 24 osoby/km² (wśród 1842 gmin Regionu Centralnego Le Subdray plasuje się na 696. miejscu pod względem liczby ludności, natomiast pod względem powierzchni na miejscu 665.).